# Маверик, Маури
Фонтейн Маури Маверик (иногда Моури или Мори; англ. Fontaine Maury Maverick; 23 октября 1895, Сан-Антонио — 7 июня 1954, Сан-Антонио) — американский юрист и политик, член либерального крыла Демократической партии — активный сторонник Нового курса Франклина Рузвельта; конгрессмен от штата Техас (1935—1939), мэр Сан-Антонио (1939—1941); первый лейтенант пехоты в годы Первой мировой войны — получил Серебряную Звезду и Пурпурное Сердце; во время Второй мировой войны работал в Управлении по ценообразованию и в Управлении по персоналу; противник использования бюрократического языка (канцелярита).
После его смерти, в 1961 его вдова вышла замуж за историка Уолтера Прескотта Уэбба.

## Работы
- In blood and ink — the life and documents of American democracy (1939)
- Prisons in wartime : report of the progress of state prison industries under the Government Division of the War Production Board (1943)